# El quitasol

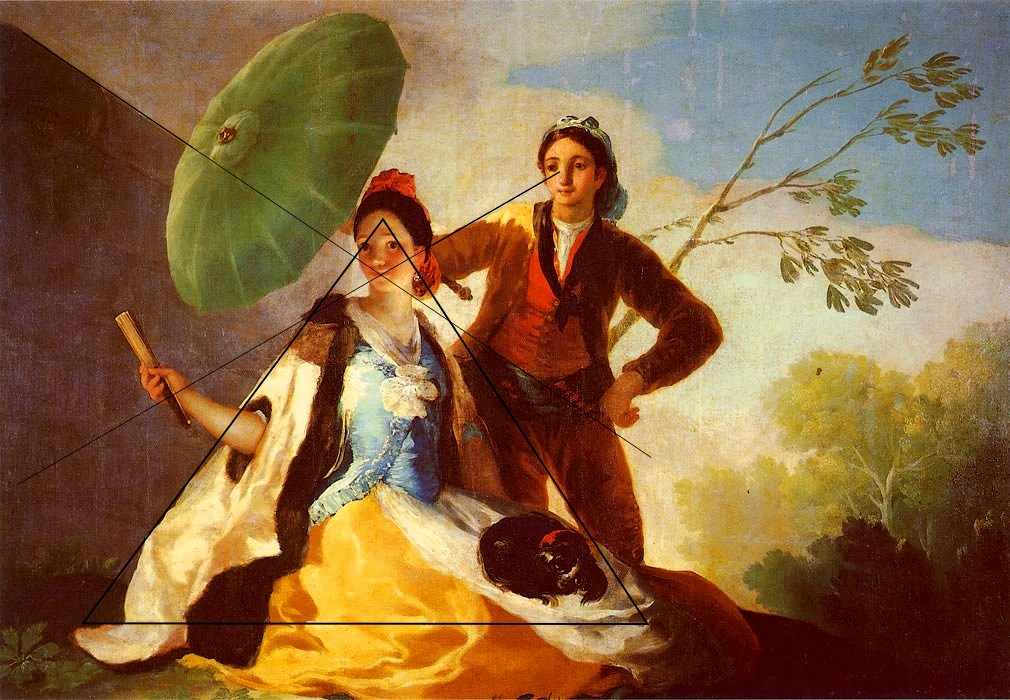
El triángulo y las diagonales que convergen en el rostro de la joven caracterizan la composición de esta obra.

El quitasol (1777) es un cuadro de Francisco de Goya conservado en el  Museo del Prado y que forma parte de la serie de cartones para la Real Fábrica de Tapices de Santa Bárbara; en concreto, para la serie destinada a la decoración del comedor del infante Carlos, entonces Príncipe de Asturias, en el Palacio Real de El Pardo.  Se exhibe en el Museo del Prado, planta 2, sala 86 (junto a El bebedor). Tiene como número de catálogo P000773.
El cuadro fue ejecutado con toda probabilidad entre el 3 de marzo y el 12 de agosto de 1777, a juzgar por la datación de la entrega de la obra terminada a la Manufactura de Tapices. En el verano de 1777, el pintor hizo entrega de una serie que se destinaba a decorar el comedor del Príncipe de Asturias. Estos cartones fueron titulados así: El quitasol, El paseo de Andalucía (o La maja y los embozados), El bebedor y La riña en la venta nueva. En el documento de cuenta Goya tasaba El quitasol en quinientos reales de vellón. Goya recibió por esta serie completa de cartones 18.000 reales.
Hacia la mitad del siglo XIX el óleo fue trasladado al Palacio Real de El Pardo, donde se almacenó en el sótano del oficio de tapicería. Por orden real de 18 de enero y 9 de febrero de 1870 el cuadro ingresa como parte de los fondos del Museo del Prado y aparece en su catálogo por primera vez en 1876.

## Análisis
Como era habitual, Goya elige otra escena costumbrista dentro del ambiente del pueblo. Aparecen dos figuras, una jovencita vestida a la moda francesa, y un criado, «cortejo» —acompañantes de las mujeres casadas de elevada clase social (pastadas)— vestido a lo «majo», sin que la descripción del propio autor dilucide si la escena es de flirteo o simple dama con criado:

representa a una muchacha sentada en un ribazo, con un perrillo en el halda; a su lado un muchacho en pie haciéndole sombra con un quitasol [...]
Francisco de Goya, Cuenta de entrega de obras a la Real Fábrica de Tapices, 12 de agosto de 1777.

Se han señalado como fuentes de este cuadro obras francesas de estilo Rococó, en concreto Concierto en el parque de François Boucher en cuanto a la disposición, Près de vous belle Iris de Nicolas Lancret, Hallazgo de Moisés de Charles de la Fosse y Caza del jabalí: alegoría de Europa de Joseph Parrocel, en el que aparece el motivo de la sombrilla.

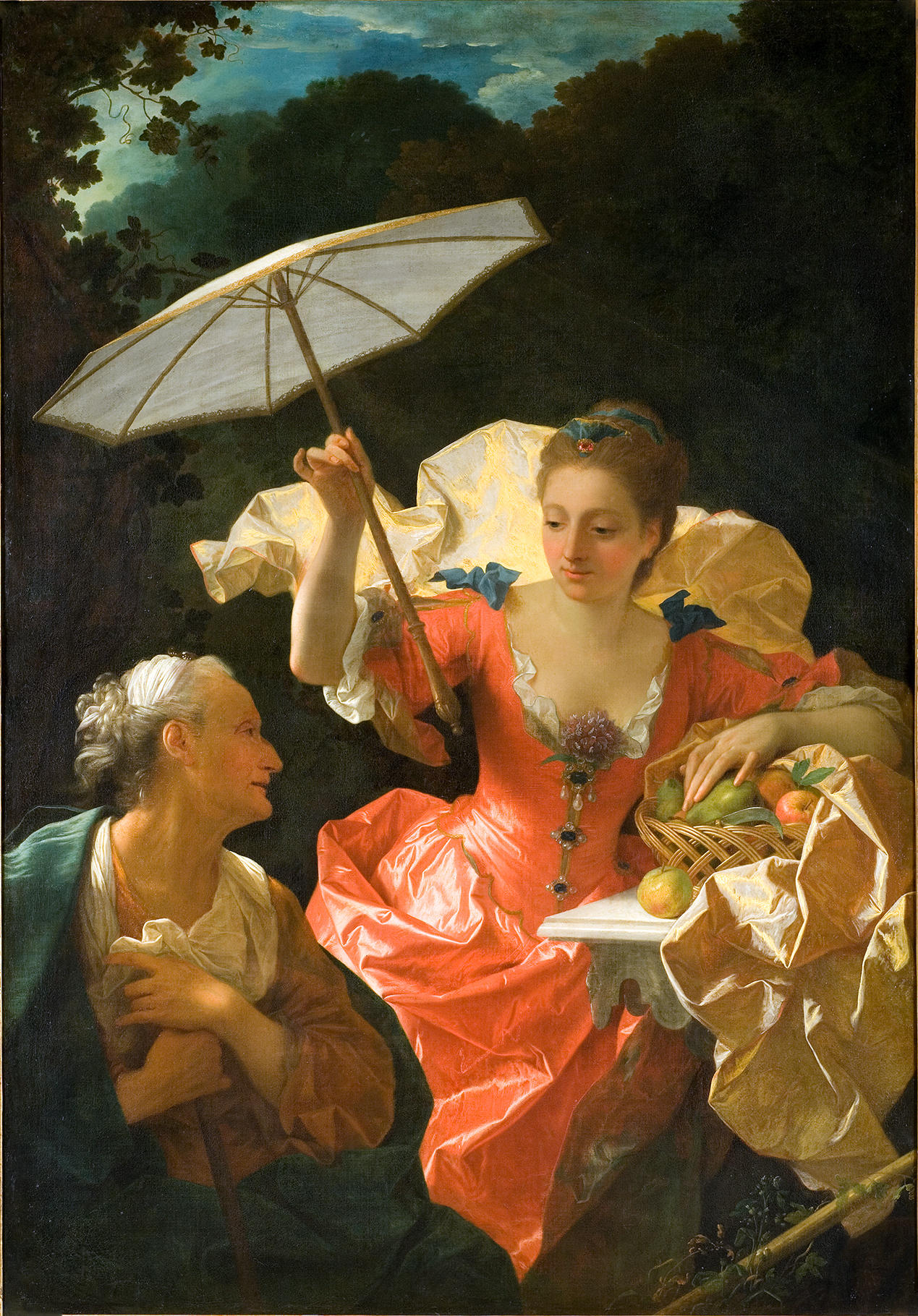
Vertumno y Pomona, de Jean Ranc.

Sin embargo, es Vertumno y Pomona de Jean Ranc, un cuadro de estilo Neoclásico, el que más a menudo se ha citado como antecedente del Quitasol. Hay que recordar, además, que Ranc fue uno de los pintores que trabajó para los primeros borbones españoles —comenzando por Felipe V—, importando el gusto neoclásico y el colorido armonioso y elegante para la pintura española regia. Todo ello muestra que el tema del galanteo entre dos jóvenes con parasol de por medio era un lugar común en la pintura galante del siglo XVIII.
La originalidad de Goya hay que buscarla en la espontaneidad, realismo y naturalidad con que Goya hace aparecer la anécdota, la expresión de una cercanía al espectador que consigue con el tamaño de las figuras (en los cuadritos de gabinete rococó son pequeñas y rodeadas de naturaleza), la composición academicista, neoclásica, y sobre todo con la mirada directa de la joven sonriendo al espectador, a quien hace cómplice del posible galanteo.
En cuanto a la composición, las líneas de fuerza dibujan casi un triángulo equilátero en el que se enmarca la muchacha. Esta figura geométrica expresa una gran serenidad. Por otro lado, todas las miradas convergen en el rostro de la joven, matizado por una sombra filtrada de suaves tonos verdes creados por el color de la sombrilla. El óvalo de la joven es una elipse regular y en ella se cruzan dos diagonales determinadas por la dirección de la mirada del mozo y la línea del muro de la izquierda, cuya perspectiva se ha forzado para que esta diagonal incida en el buscado centro de atención del cuadro.
El color en este cuadro, al igual que el de todos los cartones para tapices, es luminoso y contrastado de vivos tonos, como en el resto de los cartones. Pero es un colorido en el que destaca sobremanera el estudio lumínico, como ocurría en El bebedor (1777), con el que hacía pareja, al situar el rostro de la dama —como se dijo— en el centro de convergencia de las líneas que estructuran la composición. La faz de la damita se sitúa en primer término, pero en zona de sombra. Los fuertes contrastes de tonos en el hombro del mozo y la matizada difusión de la luz sombreada en el rostro de la joven, están resueltos con una maestría poco común.